# Делекер (Калифорнија)
Делекер (енгл. Delleker) насељено је место без административног статуса у америчкој савезној држави Калифорнија.

## Демографија
По попису из 2010. године број становника је 705, што је 31 (4,6%) становника више него 2000. године.
| Група             | 2000.       | 2010.       |
| Белци             | 504 (74,8%) | 467 (66,2%) |
| Афроамериканци    | 5 (0,7%)    | 7 (1,0%)    |
| Азијати           | 2 (0,3%)    | 3 (0,4%)    |
| Хиспаноамериканци | 109 (16,2%) | 186 (26,4%) |
| Укупно            | 674         | 705         |